# Charge de la cavalerie Savoia à Izbouchenski
Front de l'Est de la Seconde Guerre mondiale
Batailles
Front de l’Est

Prémices :
- Campagne de Pologne
- Guerre d’Hiver

Guerre germano-soviétique :
- 1941 : L'invasion de l'URSS

- Opération Barbarossa

Front nord : 
- Guerre de Continuation
- Opération Silberfuchs
- Siège de Léningrad

Front central : 
- 2e bataille de Brest-Litovsk
- Bataille de Białystok–Minsk
- 1re bataille de Smolensk
- Bataille de Kiev

Front sud : 
- Siège d'Odessa
- Campagne de Crimée

- 1941-1942 : La contre-offensive soviétique

Front nord : 
- Poche de Demiansk
- Poche de Kholm

Front central : 
- Bataille de Moscou

Front sud : 
- Seconde bataille de Kharkov

- 1942-1943 : De Fall Blau à 3e Kharkov

Front nord : 
- Offensive de Siniavino
- Opération Iskra
- Bataille de Krasny Bor
- Opération Poliarnaïa Zvezda

Front central : 
- Opération Mars

Front sud : 
- Bataille du Caucase (opération Fall Blau)
- Bataille de Stalingrad
- Opération Uranus
- Opération Saturne
- Offensive d'Ostrogojsk-Rossoch
- Offensive de Voronej-Kastornoe
- Opération Gallop
- Opération Étoile
- Troisième bataille de Kharkov

- 1943-1944 : Libération de l'Ukraine et de la Biélorussie

Front central : 
- 2e bataille de Smolensk
- Opération Bagration

Front sud : 
- Bataille de Koursk
- Bataille du Dniepr
- Offensive Dniepr-Carpates
- Offensive de Crimée
- Offensive de Lvov-Sandomir

- 1944-1945 : Campagnes d'Europe centrale et d'Allemagne

Allemagne : 
- Offensive Vistule-Oder
- Offensive de Poméranie orientale
- Siège de Breslau
- Offensive de Prusse-Orientale
- Bataille de Königsberg
- Bataille de Seelow
- Bataille de Bautzen
- Bataille de Berlin
- Capitulation allemande

Front nord et Finlande : 
- Guerre de Laponie
- Offensive Leningrad-Novgorod
- Bataille de Narva

Europe orientale : 
- Opération Margarethe
- Insurrection de Varsovie
- Soulèvement national slovaque
- Opération Panzerfaust
- Bataille de Budapest
- Opération Frühlingserwachen
- Offensive de Vienne
- Insurrection de Prague
- Offensive de Prague
- Bataille de Slivice

Front d’Europe de l’Ouest

Campagnes d'Afrique, du Moyen-Orient et de Méditerranée

Bataille de l’Atlantique

Guerre du Pacifique

Guerre sino-japonaise

Théâtre américain
La charge de la cavalerie Savoia à Izbouchenski ou bataille d'Izbouchenski est un affrontement entre le 3e régiment de cavalerie italien Savoia et le 812e régiment d'infanterie sibérienne soviétique, s'étant déroulé le 24 août 1942, près du hameau (khutor) d'Izbouchenski (Избушенский), près de la jonction des cours d'eau Don et Khoper. Bien qu'il s'agisse d'une escarmouche mineure sur le front de l'Est, la charge d'Izbouchenski eut une grande résonance de propagande en Italie, et on se souvient encore d'elle comme de la dernière charge de cavalerie importante de l'histoire.

## Contexte
Le 20 août, les Soviétiques lancent une offensive sur le Don. La 2e division d'infanterie Sforzesca (it) ne peut résister à l'attaque ennemie et en deux jours, elle est mise en déroute. Le régiment de cavalerie italien Savoia sous le commandement du colonel comte Alessandro Bettoni Cazzago, soit 700 hommes en tout, est envoyé comme force de secours dans la région, avec l'ordre d'occuper la « hauteur de point objectif 213,5 ». Dans la soirée du 23 août, elle campe à 1 000 mètres de son objectif, prête à l'occuper le lendemain matin. Dans la nuit, trois bataillons du 812e régiment d'infanterie sibérienne soviétique, environ 2 000 hommes, se déploient sur l'objectif. Ils se retranchent en arc de cercle face au camp italien distant de 800 mètres avec un front d'environ 1 000 mètres de large, attendant le lever du soleil pour attaquer.

## La charge
Le 24 août à 3 h 30 du matin, une patrouille à cheval italienne, déployée pour reconnaître l'objectif, prend contact avec les Soviétiques. Ayant perdu l'effet de surprise, les Soviétiques ouvrent le feu sur toute la ligne. Sous le feu ennemi et rencontrant un terrain particulièrement favorable, le colonel Bettoni ordonne une charge de cavalerie orthodoxe avec des sabres tirés, des armes légères et des grenades à main, face à l'infanterie soviétique déployée et enfouie. Tandis que les deux batteries d'artillerie à cheval (dites « batteries volantes » ou voloire en piémontais) déploient rapidement leurs huit pièces et ouvrent le feu, la compagnie antichar et l'escadron de mitrailleuses se déploient à l'avant du camp italien et commencent à riposter. Bettoni ordonne au 2e escadron (100 cavaliers) d'attaquer le flanc gauche soviétique via un ravin qui s'ouvre brusquement sur le côté gauche des Soviétiques. Sous le commandement du capitaine De Leone, l'escadron procède à une manœuvre sinueuse à travers le ravin, réussissant à engager les Soviétiques à l'extrémité gauche du front, à le déborder et à le prendre d'assaut longitudinalement avec des sabres tirés.
Le caporal Lolli, incapable de dégainer (son sabre étant coincé dans son fourreau), charge en tenant haut une grenade à main ; le trompette Carenzi, devant manier à la fois l'instrument et le pistolet, tire involontairement sur son propre cheval dans la tête. Certains chevaux, même après avoir été touchés à plusieurs reprises par des balles, ont continué à avancer sur des centaines de mètres, perdant du sang à chaque galopement avant de s'effondrer soudainement peu de temps après leur mort réelle. Après avoir franchi à peu près la moitié de la ligne soviétique, l'effectif de l'escadron était déjà réduit de moitié et le commandant avait lui-même perdu son cheval.
Se rendant compte que le 2e escadron escadron subissait de lourdes pertes, et voyant à travers ses jumelles que les tirailleurs soviétiques, après le passage des cavaliers au-dessus de leurs « trous de renard », se levaient et leur tiraient dans le dos, le colonel Bettoni ordonna au 4e escadron de descendre de cheval et de lancer une attaque frontale. Cela permettrait au 2e escadron de se regrouper derrière les lignes soviétiques et de lancer une charge de retour. Le 4e escadron était dirigé par le capitaine Silvano Abbà, qui fut tué à la tête de ses hommes. Il reçut à titre posthume la Médaille d'or de la valeur militaire. Une fois le 2e escadron de retour, son commandant poussa à une nouvelle attaque. Cela fut effectué par le 3e escadron, dirigé par le capitaine Marchio. Empruntant une route similaire au 1er escadron, ils visèrent également le flanc gauche soviétique, sans faire le détour par la gorge sur le côté du champ de bataille. Le major Modignani décida de son propre gré de rejoindre la charge du 3e escadron, avec la douzaine de cavaliers restants du commandement.
Toute action cessa à 9 h 30, six heures après le début de l'engagement.

## Conséquences
Trente-deux cavaliers sont morts, dont les commandants des 3e et 4e escadrons, et 52 blessés. Plus de 100 chevaux ont également été perdus. Les Soviétiques laissent derrière eux 150 morts, 300 blessés, 600 prisonniers (dont quelques pelotons mongols équipés d'uniformes italiens, capturés à la division Sforzesca), 4 canons, 10 mortiers et 50 mitrailleuses. Peu de temps après, des officiers de cavalerie de liaison allemands sont arrivés d'une position de colline voisine tenue par un Aufklärungs Abteilung. Ils étaient déployés à gauche du régiment Savoia et avaient tout vu depuis les hauteurs voisines. Ils exprimèrent leur émerveillement et leur admiration pour l'épisode anachronique à Bettoni en disant : « Monsieur le colonel, ce genre de choses, nous ne savons plus comment faire. »
Après avoir enlevé les blessés et les morts, le champ de bataille est resté couvert de chevaux morts. Les pertes relativement élevées qui auraient résulté de la poursuite des troupes soviétiques auraient eu pour effet d'empêcher le lancement de nouvelles charges, si le besoin s'en faisait sentir. Compte tenu de cette considération, le colonel Bettoni décida de ne pas poursuivre les Soviétiques, qui conservèrent donc une solide assise sur la rive ouest du fleuve Don. Néanmoins, la « charge d'Izbouchenski », comme nommée par la suite, soulagea temporairement toute la zone de pression soviétique, retarda l'attaque soviétique complète contre Tschebotarewskij de 24 heures et fit probablement gagner du temps à la division Sforzesca en déroute pour se replier en toute sécurité.
L'action audacieuse fut honorée en ajoutant la Médaille d'or de la valeur militaire à l'étendard du régiment et en décernant la médaille au capitaine Abba et au major Modignani, tous deux morts au combat. 54 autres médailles d'argent de la valeur militaire et 49 croix de guerre ont également été décernées.
Albino, un cheval blessé durant la bataille, est érigé en mascotte après la guerre. Son cavalier Giuseppe Fantini, décédé pendant la charge, reçoit la médaille d'argent de la valeur militaire à titre posthume. L'animal décède en 1960.

## Représentations médiatiques
En septembre 1942, l'Istituto Luce envoya une équipe de tournage afin de prendre des images mises en scène du régiment Savoia en action. Les seules images originales furent prises par le capitaine Abba juste avant de lancer l'attaque avec le 4e escadron. Son appareil photo fut retrouvé sur son corps puis rendu à sa mère. Ils montrent, de très loin, l'action du 2e escadron sur le point de terminer le premier ratissage.
En 1952, le film Carica eroica fut réalisé par Francesco De Robertis et basé sur le récit de la bataille d'Izbouchenski.